# Arthur Margelidon
Arthur Margelidon (* 12. října 1993 Paříž) je kanadský zápasník–judista.

## Sportovní kariéra
S judem začínal v 6 letech v Montréalu kam se s rodiči přistěhoval v roce 1994 z Paříže. Vrcholově se připravuje v národním tréninkovém centru INS Québec. V kanadské mužské reprezentaci se prosazuje od roku 2015 v lehké váze do 73 kg. V roce 2016 se kvalifikoval na olympijské hry v Riu, ale měsíc před začátkem her si v přípravě zlomil ruku a jeho účastnická kvóta propadla ve prospěch Kazacha Didara Hamzy.

### Vítězství
- 2013 – 1x světový pohár (Apia)
- 2014 – 1x světový pohár (Wollongong)
- 2015 – 1x světový pohár (Port Louis)
- 2017 – 1x světový pohár (Lima)

## Výsledky
| Olympijské hry          |     |   |     | — |    |   |     | —  |     |     |    |  |  |  |  |  |  |  |  |  |  |  |  |  |  |
| Mistrovství světa       | —   | — | —   |   | —  | — | úč. |    | úč. | úč. |    |  |  |  |  |  |  |  |  |  |  |  |  |  |  |
| Panamerické hry         |     |   | —   |   |    |   | 3.  |    |     |     |    |  |  |  |  |  |  |  |  |  |  |  |  |  |  |
| Panamerické mistrovství | —   | — | —   | — | —  | — | 3.  | 1. | úč. | —   | 2. |  |  |  |  |  |  |  |  |  |  |  |  |  |  |
| MS juniorů              | —   | — | úč. |   | 5. |   |     |    |     |     |    |  |  |  |  |  |  |  |  |  |  |  |  |  |  |
| MS dorostenců           | úč. |   |     |   |    |   |     |    |     |     |    |  |  |  |  |  |  |  |  |  |  |  |  |  |  |